# قطعنامه ۳۶۶ شورای امنیت
قطعنامه ۳۶۶ شورای امنیت سازمان ملل متحد که در تاریخ ۱۷ دسامبر ۱۹۷۴ تصویب شد، سندی بین‌المللی دربارهٔ نامبیا است. این قطعنامه طی نشست ۱٬۸۱۱ام با ۱۵ موافق، ۰ مخالف و ۰ ممتنع تصویب شد.